# Vincent Axamitowski
Vincent Axamitowski, né le 15 septembre 1760 à Nagórzany en Pologne et mort le 13 janvier 1828 à Varsovie, est un général polonais du Premier Empire.

## Biographie
Officier d'artillerie polonais, il entre au service de la France en 1800. Le 8 mars 1803, il est nommé chef de brigade, et le 13 novembre 1806, il est promu général de brigade. En 1807, il est fait chevalier de la Légion d'honneur, et il reçoit le commandement de l'artillerie du Grand Duché de Varsovie.
En janvier 1808, il est officier d'état-major à la Grande Armée, dans le 3e corps de Davout. En avril 1808, il commande une brigade de la 1re légion polonaise au sein de l'armée d'Allemagne rattachée au 3e corps.
Par la suite, en 1812, il est placé à la tête d'une brigade du 5e corps, avant d'être affecté aux « colonnes mobiles » de la Vistule et de l'Oder ainsi que de la région de Poznań. Le 15 juillet 1813, il intègre l'état-major personnel du maréchal Murat aux côtés duquel il prend part à la campagne d'Allemagne. Il dirige ensuite le dépôt général des Polonais à Sedan où il remplace le général Kwasniewski au commandement d'une brigade de cavalerie. Il fait la campagne de France mais donne sa démission le 15 juin 1814.

## Hommages
Un des bâtiments de la forteresse de Poznan porte son nom.